# Stefka Madina
Stefka Michajłowa Madina (bułg. Стефка Михайлова Мадина, ur. 23 stycznia 1963 w Płowdiwie), bułgarska wioślarka. Brązowa medalistka olimpijska z Seulu.
Zawody w 1988 były jej jedynymi igrzyskami olimpijskimi. W Seulu brązowy medal zdobyła w dwójce podwójnej. Partnerowała jej Wioleta Ninowa. Brała udział w kilku edycjach mistrzostwach świata, w różnych konkurencjach. W dwójce podwójnej była mistrzynią świata w 1987, a w czwórce podwójnej ze sternikiem w 1983 zdobyła brąz.